# ジャンプシート

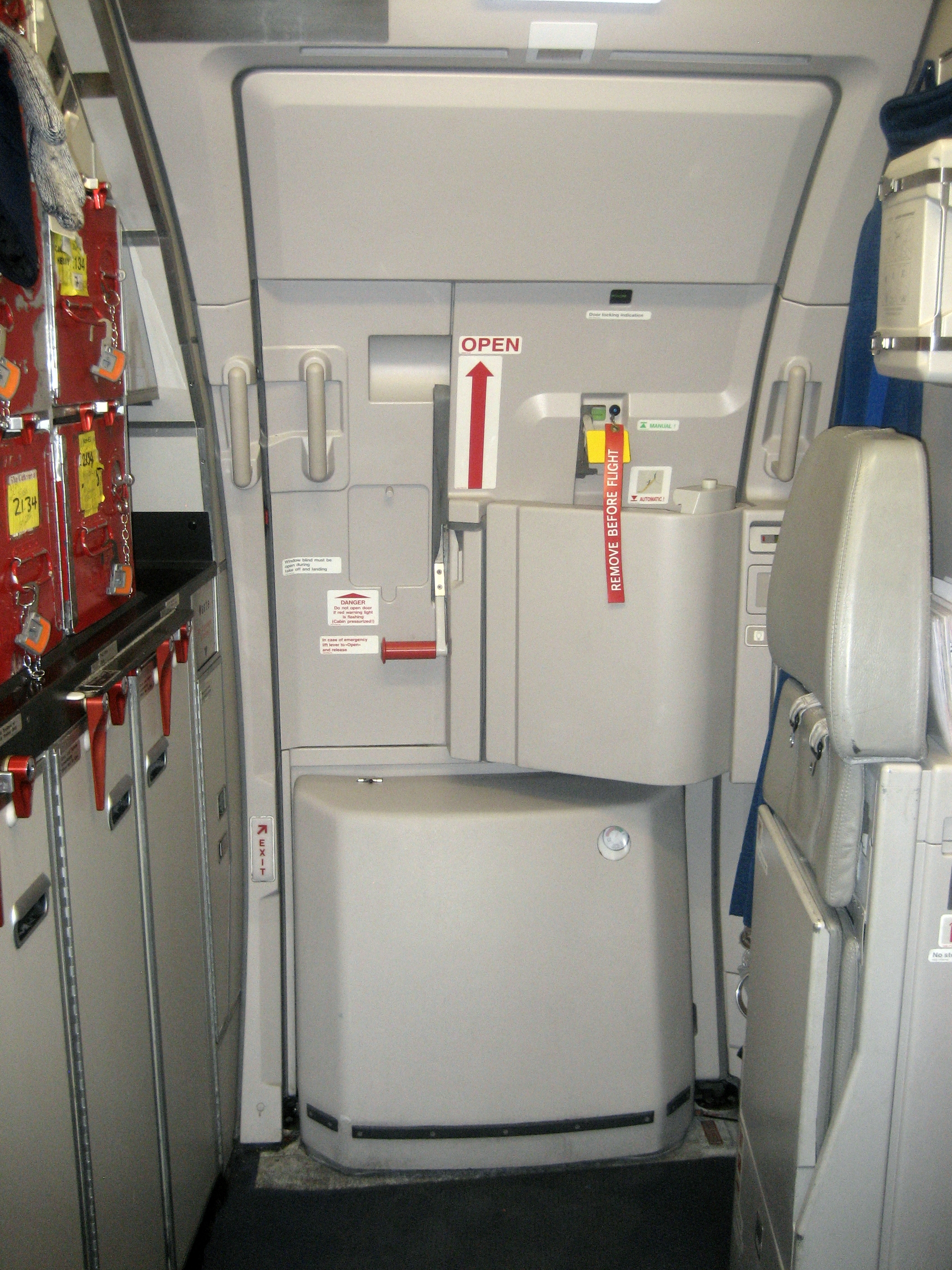
ドアの右側に折りたたまれたジャンプシート（エアバスA320）

ジャンプシート（英語: jump_seat or jumpseat）は、航空機の場合は、離着陸時に客室乗務員が利用する補助シートを指す。バスなどの補助座席、あるいは観光バスなどのバスガイドや乗務員のガイド席などもある。ジャンプシートという用語は馬車に由来し、自動車、タクシー、消防車など邪魔にならないように折りたたむことができるあらゆるタイプの車両のシートを指している。

## 航空機の場合
ジャンプシートは、正式にはオーグジュアリ・クルー・ステーション（英語: auxiliary crew stations）と呼ばれ、フライトデッキに配置されることもある。コックピットでは、航空機を操縦していない人のためにジャンプシートが用意されている。パイロット訓練生、別の空港へ移動する非番の乗務員（デッドヘッド）、政府関係者（連邦航空局職員など）、または航空会社のスタッフが含まれる場合がある。
客室ジャンプシートは、特に離着陸時に客室乗務員によって使用される。通常、ジャンプシートは非常口の近くに配置され、客室乗務員が緊急時の脱出のために素早く出口を開けることができるようになっている。また、使用していない時は折りたたんで収納し、通路や作業スペースを確保する。
コックピットにジャンプシートがない機体もあれば、1つまたは2つある機体もある。ほとんどの旅客機では、オブザーバー席にはオーディオセレクターパネルがあり、オブザーバーはフライトコミュニケーションの監視、参加することができる。 各ステーションには酸素マスクが備え付けられている。航空会社の機材構成や客室乗務員の人数によって、独立した座席または折りたたみ式の座席のジャンプシートが追加されることがある。客室に乗客用の座席がない場合、非番のスタッフ (または別の航空会社の従業員など) がどちらかのタイプのジャンプシートを使用することがある（ジャンプシーティングと知られている慣習）。2001年9月11日のアメリカ同時多発テロ事件以降、フライトデッキのセキュリティ要件が強化されたため、ジャンプシートの使用が許可される人の制限も厳しくなっている。

## ギャラリー

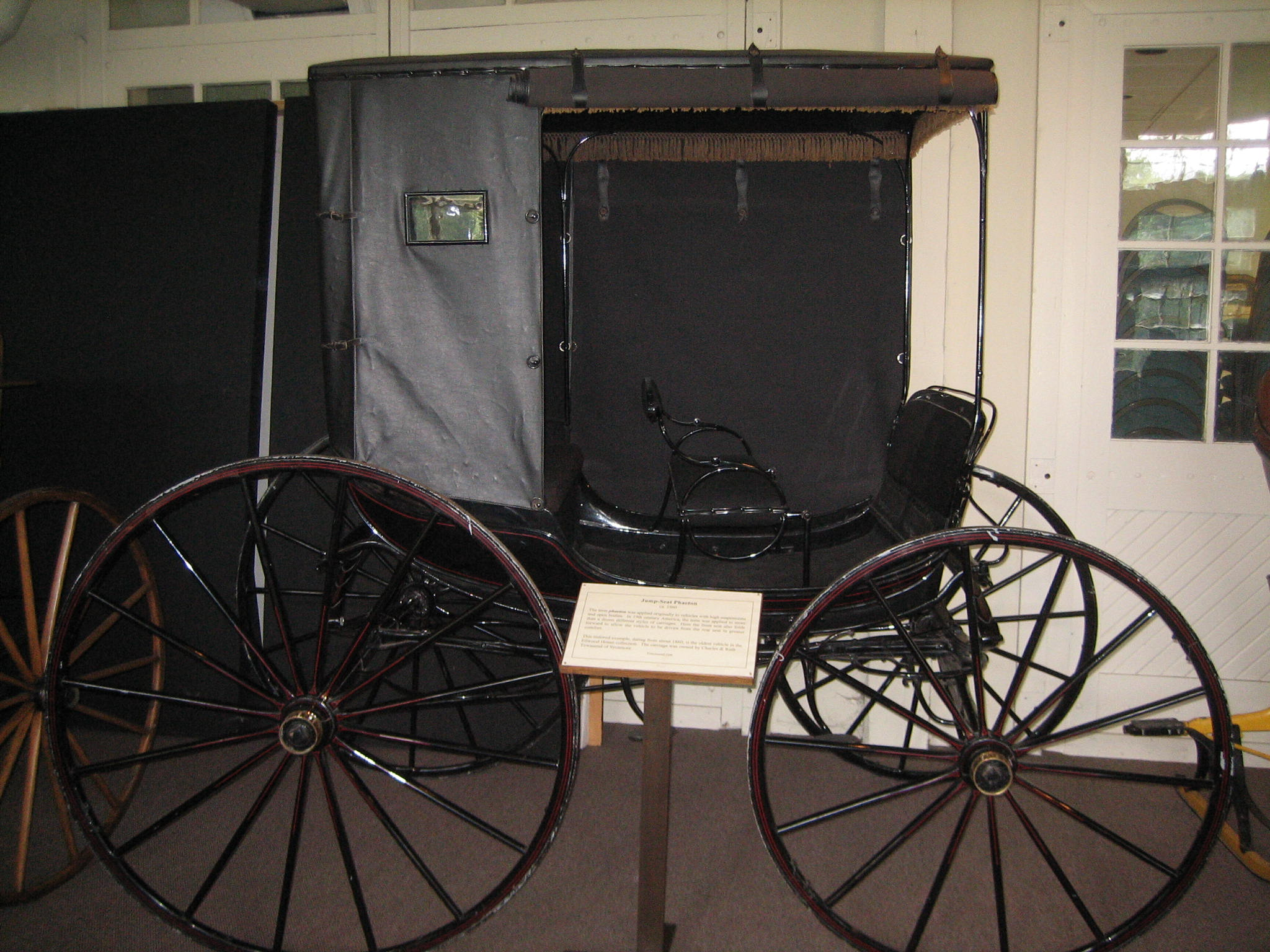
フェートン馬車のジャンプシート、米国イリノイ州デカルブのエルウッドハウス（1860年頃）
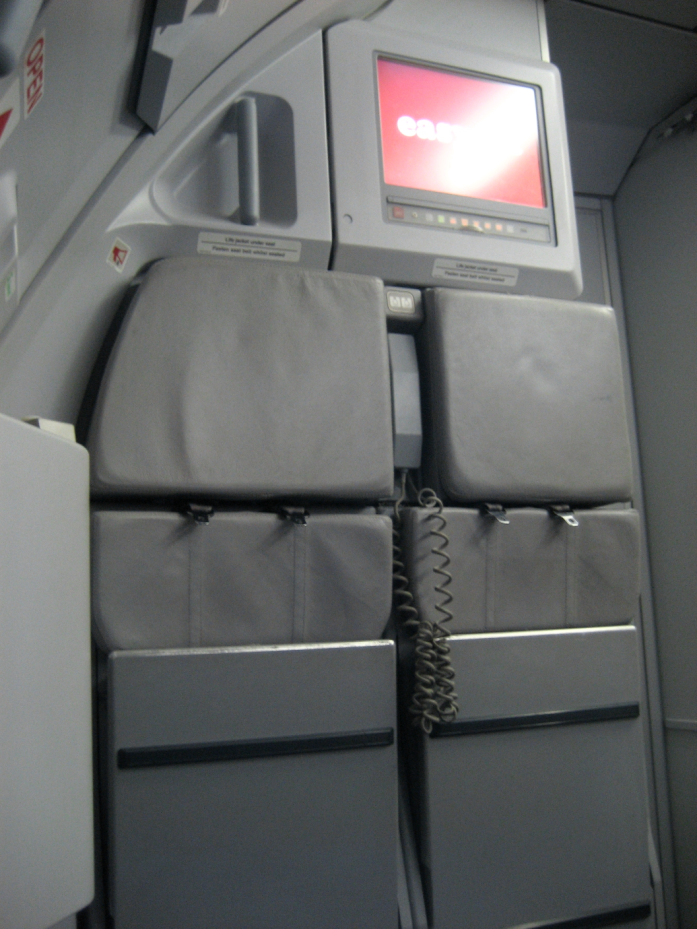
2名分のジャンプシート（エアバスA321）
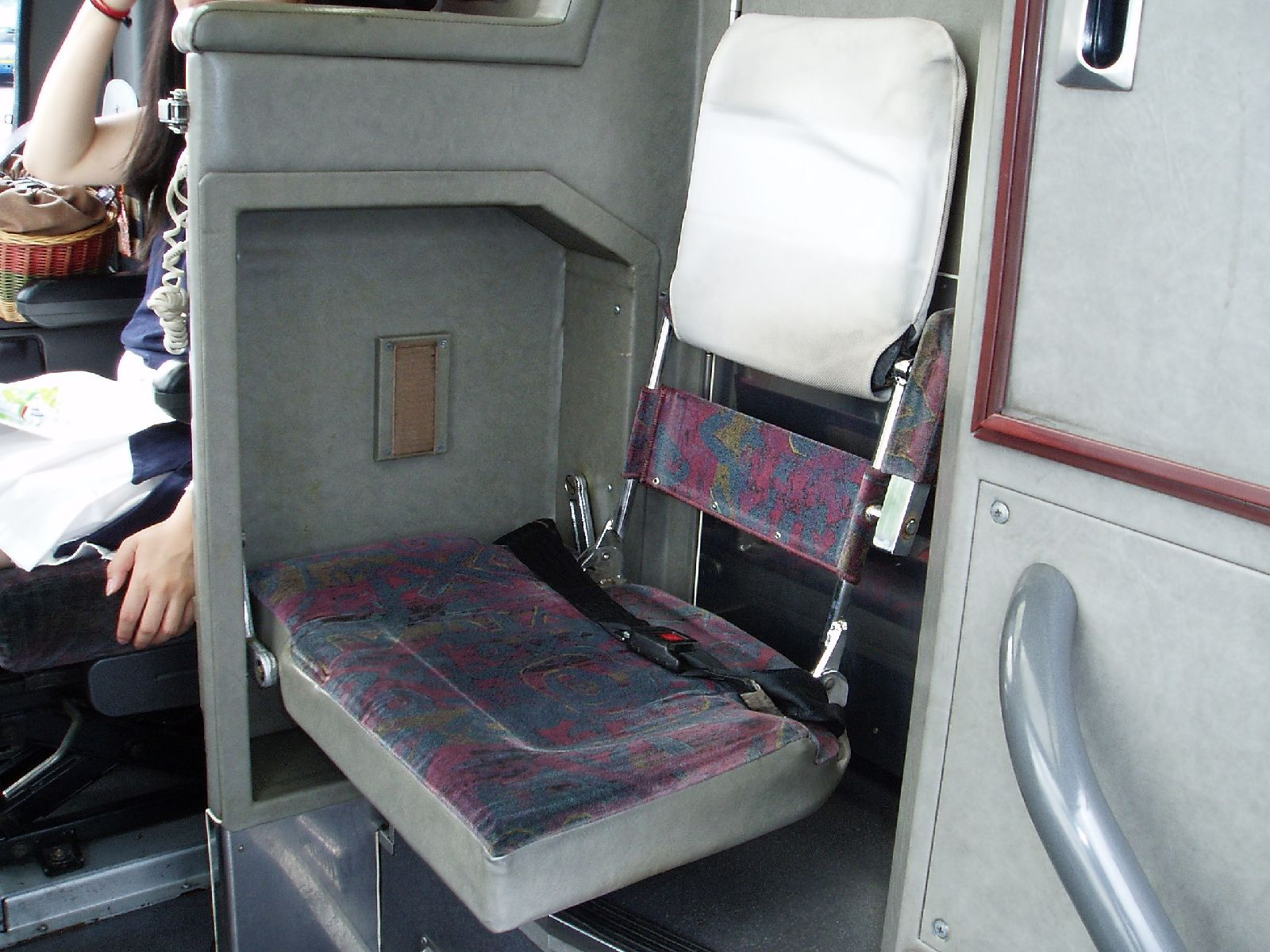
バスガイド、乗務員のジャンプシート
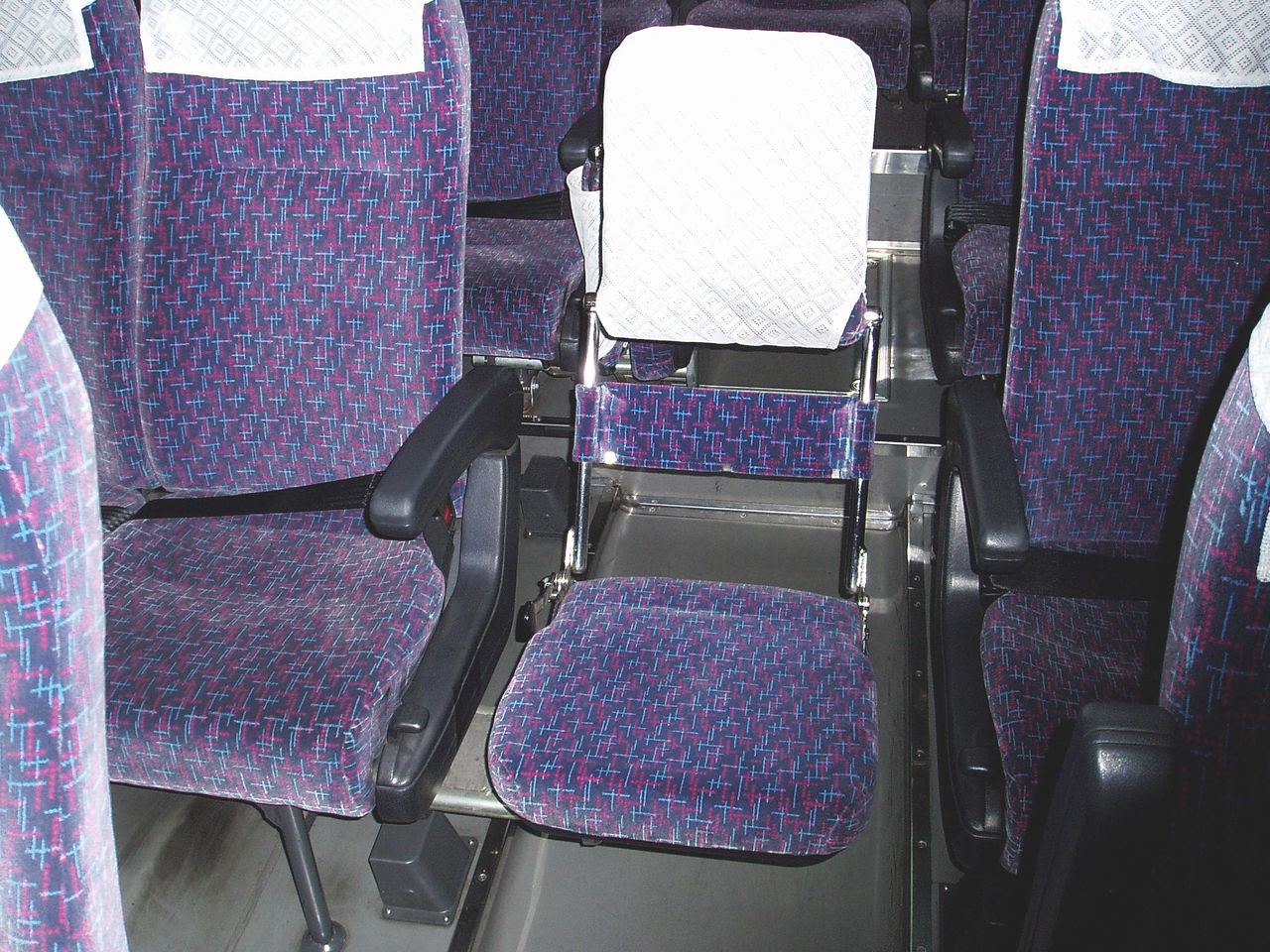
バスの乗客用ジャンプシート
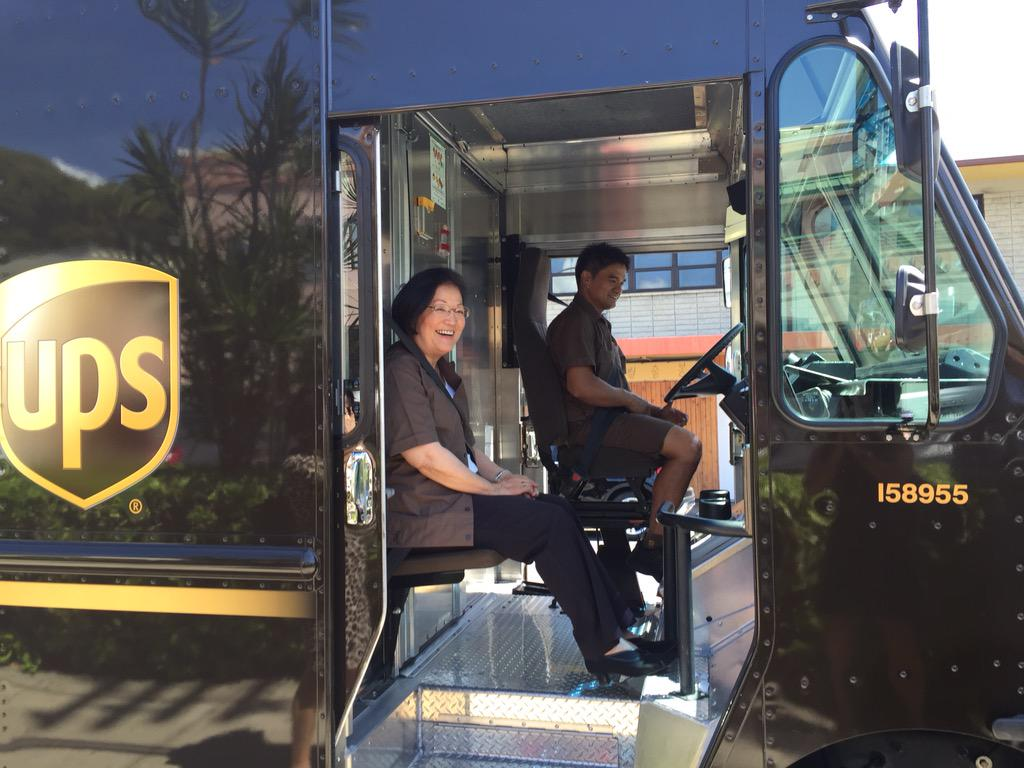
UPSのドライバーヘルパーのジャンプシート